# Långtjärnen (Haverö socken, Medelpad, 693660-146329)
Långtjärnen är en sjö i Ånge kommun i Medelpad och ingår i Ljungans huvudavrinningsområde. Sjöns area är 0,04 kvadratkilometer och den befinner sig 450 meter över havet.